# 浅野慶一
浅野 慶一（あさの けいいち、1971年8月19日 - ）は、日本のプロゴルファー。所属はフリー。
妹は女優の浅野麻衣子。特定非営利活動法人日本ジュニアゴルフ協会副理事長。香川県出身。日本大学卒業。
主な成績にマンシングウェアオープンKSBカップ2005優勝など。